# Božidar Avramov
Božidar Svilenov Avramov (in bulgaro Божидар Свиленов Аврамов?; Varna, 8 marzo 1990) è un cestista bulgaro.

## Carriera
Con la Bulgaria ha disputato due edizioni dei Campionati europei (2009, 2011).

## Palmarès
- Campionato rumeno: 1

Asesoft Ploiesti: 2014-15
- Campionato bulgaro: 1

Academic Sofia: 2016-17
- Coppa di Bulgaria: 3

Academic Sofia: 2011, 2012, 2013
- Eurocup: 1

Valencia: 2009-10
- Lega Balcanica: 1

Levski Sofia: 2017-18